# آلبینیانا
آلبینیانا (به اسپانیایی: Albiñana) یک منطقهٔ مسکونی در اسپانیا است که در Baix Penedès واقع شده‌است. آلبینیانا ۱۹٫۴ کیلومتر مربع مساحت و ۲٬۳۳۵ نفر جمعیت دارد.